# Rubén Elosegui
Rubén Elosegui (La Plata, 1925-La Plata, 1991) fue un escultor y pintor argentino.

## Datos biográficos
Elosegui estudió en la Facultad de Bellas Artes de la Universidad Nacional de La Plata. Aquí comenzó su carrera docente en 1956 como instructor y, finalmente, se convirtió en profesor de escultura. Además, enseñó desde 1972 a 1980 en la Escuela Nacional de Bellas Artes Prilidiano Pueyrredón y de 1980 a 1982 escultura en la Escuela Superior de Bellas Artes de la Nación Ernesto de la Cárcova. En 1974 fue nombrado jefe del departamento de artes plásticas y miembro del Consejo Asesor de la Facultad de Bellas Artes.
Además de la soldadura de metales moderna, Elosegui también ha utilizado el mármol para sus esculturas. En 1959 tomó parte en la Primera Bienal de Arte del Museo de Arte Moderno de la Villa de París. En el mismo año fue galardonado con el primer premio en el Salón de San Fernando y la medalla de oro en el Salón de Santa Fe. En 1967 y 1968 fue galardonado con el premio del Salón Municipal de la Plata.